# テゴ・カルデロン

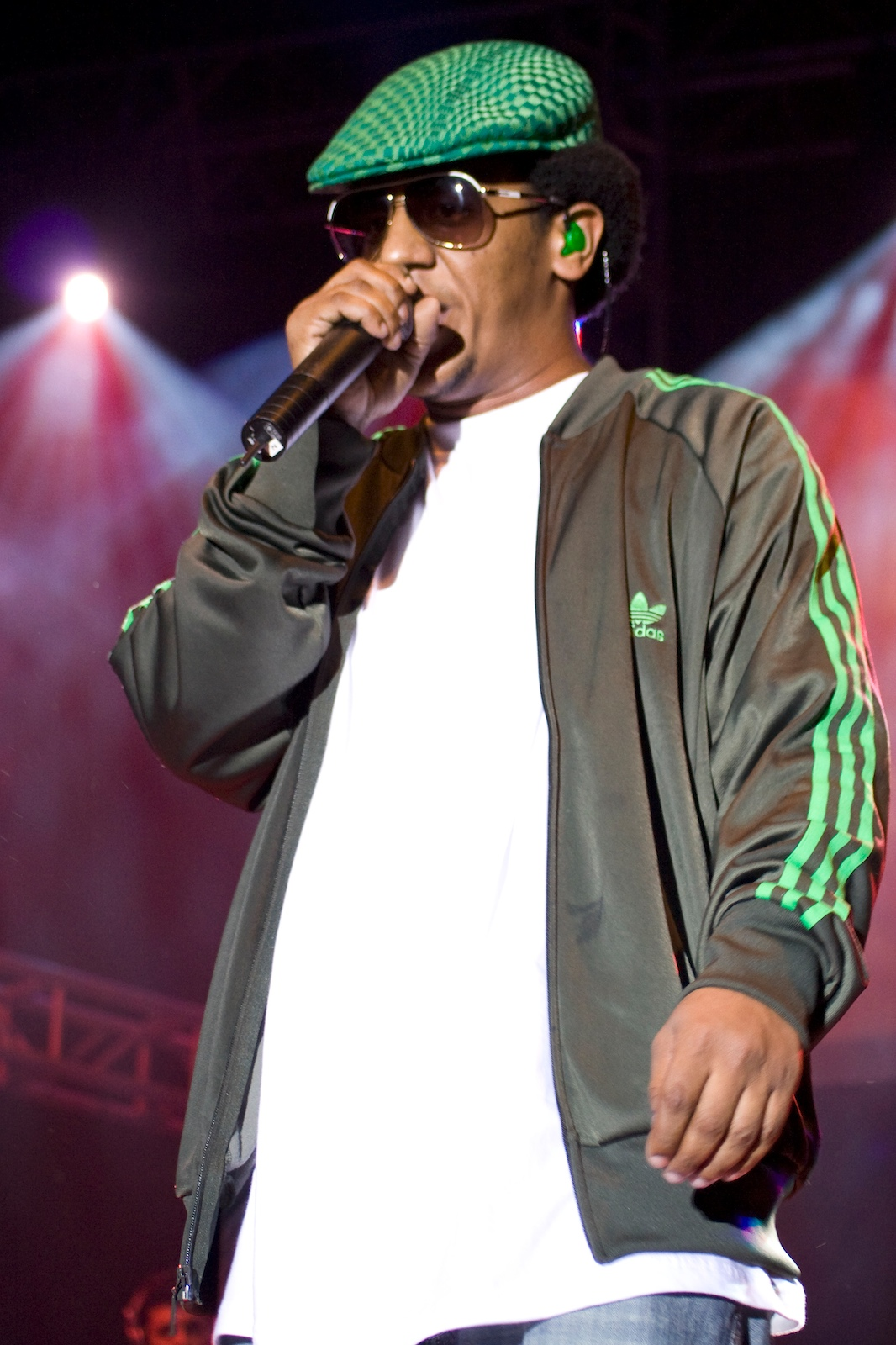
テゴ・カルデロン (2007年)

テゴ・カルデロン（Tego Calderón）こと、テギ・カルデロン・ロサリオ（Tegui Calderón Rosario , 1972年2月1日 - ）はプエルトリコ・サンフアンのサンタース出身のレゲトンのミュージシャン。

## 来歴・人物
プエルトリコで生まれ、高校時代をアメリカ合衆国のマイアミで過ごす。ジャズ好きの父親の影響でパーカッションを始める。その後本格的に音楽活動を始めサルサ、ヒップホップ等を融合させたリリックという独自のスタイルを確立させる。
2002年にアルバム『EL ABAYARDE』でデビュー。たちまちラテン・コミュニティで大ヒットした。マイアミに戻った後の2004年に2枚目のアルバム『EL ENEMY DE LOS GUASIBIRI』をリリースした。このアルバムがレゲトンブームによってラテン・コミュニティ以外でも大ヒットしたことによってヒップホップ、R&Bのアーティストからも注目を集めアッシャー、テラー・スクワッド、N.O.R.E.、ショーン・ポールらのリミックスに次々と起用された。
2005年にアトランティック・レーベルとメジャー契約。8月には『MTV VIDEO MUSIC AWARD 2005』で同じくレゲトンを代表するアーティストのダディー・ヤンキー、ドン・オマールと初共演を果たした。
彼のヒット曲、『Los Mate』はアメリカや日本でも人気があった。独特のサウンドエフェクトとメロディに加え、彼の歌手としての才能が加わった作品である。

## ディスコグラフィー
- El Abayarde (2002年)
- El Enemy de los Guasíbiri (2004年)
- The Underdog/El Subestimado (2006年)
- El Abayarde Regresa (2007年)